# Korean Air Jumbos Volleyball Club 2015-2016
Questa voce raccoglie le informazioni riguardanti il Korean Air Jumbos Volleyball Club nelle competizioni ufficiali della stagione 2015-2016.

## Organigramma societario
Area direttiva
- Presidente: Lee Yu-seong

Area tecnica
- Allenatore: Kim Jong-min
- Allenatore in seconda: Jang Kwang-kyun, Jeong Jong-il, Jorge de Brito

## Rosa
| N° | Nome             | Ruolo | Data di nascita  | Nazionalità sportiva |
| -- | ---------------- | ----- | ---------------- | -------------------- |
| 1  | Shin Young-soo   | S     | 1º luglio 1982   | Corea del Sud        |
| 2  | Han Sun-soo      | P     | 16 dicembre 1985 | Corea del Sud        |
| 3  | Hwang Seung-bin  | P     | 26 agosto 1992   | Corea del Sud        |
| 4  | Yang An-su       | S     | 21 giugno 1991   | Corea del Sud        |
| 5  | Kang Min-woong   | P     | 13 agosto 1985   | Corea del Sud        |
| 5  | Choe Seok-gi     | C     | 5 dicembre 1986  | Corea del Sud        |
| 6  | Choi Bu-sik      | L     | 12 luglio 1978   | Corea del Sud        |
| 7  | Kim Cheol-hong   | C     | 4 ottobre 1981   | Corea del Sud        |
| 8  | Kim Hak-min      | S     | 4 settembre 1983 | Corea del Sud        |
| 9  | Kwak Seung-suk   | S     | 23 marzo 1988    | Corea del Sud        |
| 10 | Jung Ji-seok     | S     | 10 marzo 1995    | Corea del Sud        |
| 11 | Michael Sánchez  | O     | 5 giugno 1986    | Russia               |
| 11 | Pavel Moroz      | O     | 26 febbraio 1987 | Russia               |
| 12 | Jeon Jin-yong    | C     | 26 dicembre 1988 | Corea del Sud        |
| 13 | Kim Dong-hyuk    | L     | 29 maggio 1991   | Corea del Sud        |
| 14 | Sim Hong-seok    | S     | 19 dicembre 1989 | Corea del Sud        |
| 15 | Kim Hyung-woo    | C     | 26 novembre 1982 | Corea del Sud        |
| 16 | Jin Sang-heon    | C     | 22 aprile 1986   | Corea del Sud        |
| 17 | Ha Kyoung-min    | C     | 27 luglio 1982   | Corea del Sud        |
| 18 | Yu Do-yun        | L     | 10 agosto 1993   | Corea del Sud        |
| 20 | Baek Gwang-hyeon | L     | 18 marzo 1993    | Corea del Sud        |
| 21 | Park Sang-won    | C     | 9 marzo 1992     | Corea del Sud        |

## Statistiche

### Statistiche di squadra
| Competizione | Punti | In casa | In casa | In casa | In trasferta | In trasferta | In trasferta | Totale | Totale | Totale |
| Competizione | Punti | G       | V       | P       | G            | V            | P            | G      | V      | P      |
| ------------ | ----- | ------- | ------- | ------- | ------------ | ------------ | ------------ | ------ | ------ | ------ |
| V-League     | 64    | 18      | 8       | 10      | 19           | 13           | 6            | 37     | 21     | 16     |
| Coppa KOVO   | -     | -       | -       | -       | -            | -            | -            | 3      | 1      | 2      |
| Totale       | -     | 18      | 8       | 10      | 19           | 13           | 6            | 40     | 22     | 18     |

G = partite giocate; V = partite vinte; P = partite perse

### Statistiche dei giocatori
| Giocatore  | Campionato | Campionato | Campionato | Campionato | Campionato | Coppa KOVO | Coppa KOVO | Coppa KOVO | Coppa KOVO | Coppa KOVO | Totale | Totale | Totale | Totale | Totale |
| Giocatore  | P          | PT         | AV         | MV         | BV         | P          | PT         | AV         | MV         | BV         | P      | PT     | AV     | MV     | BV     |
| ---------- | ---------- | ---------- | ---------- | ---------- | ---------- | ---------- | ---------- | ---------- | ---------- | ---------- | ------ | ------ | ------ | ------ | ------ |
| Baek G.h.  | 28         | 0          | 0          | 0          | 0          | -          | -          | -          | -          | -          | 28     | 0      | 0      | 0      | 0      |
| Choe S.g.  | 31         | 0          | 0          | 0          | 0          | -          | -          | -          | -          | -          | 31     | 0      | 0      | 0      | 0      |
| Choi B.s.  | 16         | 67         | 42         | 20         | 5          | 3          | 0          | 0          | 0          | 0          | 19     | 67     | 42     | 20     | 5      |
| Ha K.m.    | 7          | 14         | 9          | 4          | 1          | -          | -          | -          | -          | -          | 7      | 14     | 9      | 4      | 1      |
| Han S.s.   | 37         | 63         | 15         | 24         | 24         | -          | -          | -          | -          | -          | 37     | 63     | 15     | 24     | 24     |
| Hwang S.b. | 27         | 11         | 2          | 4          | 5          | 3          | 1          | 0          | 1          | 0          | 30     | 12     | 2      | 5      | 5      |
| Jeon J.y.  | 16         | 87         | 62         | 22         | 3          | 3          | 23         | 15         | 7          | 1          | 19     | 110    | 77     | 29     | 4      |
| Jin S.h.   | 11         | 31         | 19         | 9          | 3          | 3          | 23         | 15         | 7          | 1          | 14     | 54     | 34     | 16     | 4      |
| Jung J.s.  | 37         | 397        | 334        | 42         | 21         | 2          | 19         | 16         | 2          | 1          | 39     | 416    | 350    | 44     | 22     |
| Kang M.w.  | 6          | 1          | 1          | 0          | 0          | 3          | 5          | 1          | 3          | 1          | 9      | 6      | 2      | 3      | 1      |
| Kim C.h.   | 27         | 73         | 55         | 15         | 3          | 3          | 0          | 0          | 0          | 0          | 30     | 73     | 55     | 15     | 3      |
| Kim D.h.   | 9          | 0          | 0          | 0          | 0          | 0          | 0          | 0          | 0          | 0          | 9      | 0      | 0      | 0      | 0      |
| Kim H.m.   | 37         | 538        | 467        | 47         | 24         | 3          | 96         | 86         | 6          | 4          | 40     | 634    | 553    | 53     | 28     |
| Kim H.w.   | 32         | 113        | 66         | 45         | 2          | 3          | 19         | 12         | 7          | 0          | 35     | 132    | 78     | 52     | 2      |
| Kwak S.s.  | 37         | 64         | 57         | 3          | 4          | 3          | 42         | 36         | 3          | 3          | 40     | 106    | 93     | 6      | 7      |
| P. Moroz   | 22         | 520        | 454        | 38         | 28         | -          | -          | -          | -          | -          | 22     | 520    | 454    | 38     | 28     |
| Park S.w.  | 2          | 1          | 1          | 0          | 0          | -          | -          | -          | -          | -          | 2      | 1      | 1      | 0      | 0      |
| M. Sánchez | 9          | 190        | 161        | 18         | 11         | -          | -          | -          | -          | -          | 9      | 190    | 161    | 18     | 11     |
| Shin Y.s.  | 37         | 194        | 165        | 20         | 9          | 0          | 0          | 0          | 0          | 0          | 37     | 194    | 165    | 20     | 9      |
| Sim H.s.   | 33         | 17         | 11         | 5          | 1          | 3          | 17         | 15         | 2          | 0          | 36     | 34     | 26     | 7      | 1      |
| Yang A.s.  | 15         | 0          | 0          | 0          | 0          | 3          | 2          | 0          | 0          | 2          | 18     | 2      | 0      | 0      | 2      |
| Yu D.y.    | 1          | 0          | 0          | 0          | 0          | -          | -          | -          | -          | -          | 1      | 0      | 0      | 0      | 0      |

P = presenze; PT = punti totali; AV = attacchi vincenti; MV = muri vincenti; BV = battute vincenti